# Discografie van Asleep at the Wheel
De discografie van Asleep at the Wheel (AATW), een Amerikaanse countryband, bestaat uit 26 studioalbums (inclusief samenwerkingen en tributealbums), 16 livealbums, 21 compilatiealbums, zeven ep's, 40 singles, vier videoalbums en 19 muziekvideo's.
AATW, geformeerd in 1970, bracht zijn debuutalbum Comin' Right at Ya uit bij United Artists Records in 1973, gevolgd door een titelloos tweede album het jaar daarop bij Epic Records. Na de ondertekening bij Capitol Records in 1975, bracht de band zijn eerste album Texas Gold uit, dat nummer 136 bereikte in de Amerikaanse Billboard 200 en nummer 7 in de Top Country Albums-hitlijst. Leadsingle The Letter That Johnny Walker Read bereikte de Hot Country Songs top tien. De volgende drie publicaties Wheelin' en Dealin' (1976), The Wheel (1977) en Collision Course (1978) bereikten allemaal de top 50 van de Country Albums-hitlijst en de eerste twee werden geregistreerd in de Billboard 200. Na het uitbrengen van hun eerste livealbum Served Live in 1979, tekende de band bij MCA Records en bracht Framed uit, dat nummer 191 bereikte in de Billboard 200. Tussen 1981 en 1985 werkte AATW zonder platenlabel, voordat ze Pasture Prime uitbrachten bij Demon and Stony Plain Records. De band tekende opnieuw bij Epic en bracht 10 en Western Standard Time uit in 1987 en 1988, die beide de top 40 van de Billboard Top Country Albums-hitlijst bereikten. House of Blue Lights, de eerste single van 10, was de tweede van de band die de Hot Country Singles top tien bereikte, met een piek op nummer 17. Na twee albums bij Arista Records bracht de band in 1993 Tribute to the Music of Bob Wills and the Texas Playboys uit, dat nummer 159 bereikte in de Billboard 200 en nummer 35 in de country-hitlijst. The Wheel Keeps on Rollin' uit 1995 bereikte nummer 3 in de Canadese countryhitlijst. Merry Texas Christmas Y'all uit 1997 bereikte nummer 75 in de Amerikaanse hitlijst.
AATW bereikte in 1999 nummer 24 in de Billboard Country Albums-hitlijst met Ride with Bob, een tweede eerbetoon aan Bob Wills. De volgende tien jaar bracht de band albums uit bij verschillende onafhankelijke platenlabels, die zich geen van alle in de hitlijsten plaatsten. Ze keerden in 2009 terug naar de hitlijsten met Willie and the Wheel, een samenwerking met Willie Nelson, de eerste publicatie van de band die de top 100 van de Billboard 200 bereikte. Het jaar daarop werkte de band samen met Leon Rausch aan It's a Good Day, dat nummer 57 bereikte in de Billboard Top Country Albums-hitlijst. Het derde eerbetoonalbum Still the King bereikte in 2015 nummer 11 in de Amerikaanse country-hitlijst.

## Albums

### Studioalbums
| Titel | Album details                                                                    | Hoogst bereikte positie | Hoogst bereikte positie | Hoogst bereikte positie | Hoogst bereikte positie | Hoogst bereikte positie |
| Titel | Album details                                                                    | VS                      | VS Coun.                | VS Heat.                | VS Indie                | CAN Coun.               |
| --- | -------------------------------------------------------------------------------- | ----------------------- | ----------------------- | ----------------------- | ----------------------- | ----------------------- |
| Comin' Right at Ya                                                                                       | - Uitgebracht: maart 1973 - Label: United Artists - Formats: lp, cassette        | —                       | —                       | —                       | —                       | —                       |
| Asleep at the Wheel                                                                                      | - Uitgebracht: september 1974 - Label: Epic - Format: lp                         | —                       | —                       | —                       | —                       | —                       |
| Texas Gold                                                                                               | - Uitgebracht: augustus 1975 - Label: Capitol - Formats: lp, cassette, 8-track   | 136                     | 7                       | —                       | —                       | —                       |
| Wheelin' and Dealin'                                                                                     | - Uitgebracht: juli 1976 - Label: Capitol - Formats: lp, cassette, 8-track       | 179                     | 19                      | —                       | —                       | —                       |
| The Wheel                                                                                                | - Uitgebracht: 14 maart 1977 - Label: Capitol - Formats: lp, cassette, 8-track   | 162                     | 31                      | —                       | —                       | —                       |
| Collision Course                                                                                         | - Uitgebracht: juni 1978 - Label: Capitol - Formats: lp, cassette, 8-track       |                         | 46                      | —                       | —                       | 19                      |
| Framed                                                                                                   | - Uitgebracht: 5 augustus 1980 - Label: MCA - Formats: lp, cassette              | 191                     | —                       | —                       | —                       | —                       |
| Pasture Prime (uitgebracht als Asleep at the Wheel in the US)                                            | - Uitgebracht: april 1985 - Label: Demon/Stony Plain - Formats: cd, lp, cassette | —                       | —                       | —                       | —                       | —                       |
| 10 | - Uitgebracht: maart 1987 - Label: Epic - Formats: cd, lp, cassette              | —                       | 16                      | —                       | —                       | —                       |
| Western Standard Time                                                                                    | - Uitgebracht: 2 augustus 1988 - Label: Epic - Formats: cd, lp, cassette         | —                       | 34                      | —                       | —                       | —                       |
| Keepin' Me Up Nights                                                                                     | - Uitgebracht: juli 1990 - Label: Arista - Formats: cd, lp, cassette             | —                       | 73                      | —                       | —                       | —                       |
| Tribute to the Music of Bob Wills and the Texas Playboys                                                 | - Uitgebracht: 25 oktober 1993 - Label: Liberty - Formats: cd, cassette          | 159                     | 35                      | —                       | —                       | 17                      |
| The Wheel Keeps on Rollin'                                                                               | - Uitgebracht: 21 november 1995 - Label: Capitol - Format: cd                    | —                       | —                       | —                       | —                       | 3                       |
| Merry Texas Christmas, Y'all                                                                             | - Uitgebracht: 30 september 1997 - Label: High Street - Format: cd               | —                       | 75                      | —                       | —                       | —                       |
| Ride with Bob: A Tribute to Bob Wills and the Texas Playboys                                             | - Uitgebracht: 10 augustus 1999 - Label: DreamWorks - Formats: hdcd, cassette    | —                       | 24                      | 15                      | —                       | —                       |
| The Very Best of Asleep at the Wheel                                                                     | - Uitgebracht: 5 juni 2001 - Label: Relentless/Nashville - Format: hdcd          | —                       | —                       | —                       | —                       | —                       |
| Hang Up My Spurs                                                                                         | - Uitgebracht: januari 2002 - Label: Cracker Barrel - Format: hdcd               | —                       | —                       | —                       | —                       | —                       |
| Asleep at the Wheel Remembers the Alamo                                                                  | - Uitgebracht: 4 november 2003 - Label: Shout! Factory - Format: hdcd            | —                       | —                       | —                       | —                       | —                       |
| Santa Loves to Boogie                                                                                    | - Uitgebracht: 7 november 2006 - Label: Bismeaux - Format: cd                    | —                       | —                       | —                       | —                       | —                       |
| Reinventing the Wheel                                                                                    | - Uitgebracht: 14 november 2006 - Label: Bismeaux - Format: cd                   | —                       | —                       | —                       | —                       | —                       |
| Willie and the Wheel (met Willie Nelson)                                                                 | - Uitgebracht: 3 februari 2009 - Label: Bismeaux - Formats: cd, lp               | 90                      | 13                      | —                       | 6                       | —                       |
| It's a Good Day (met Leon Rausch)                                                                        | - Uitgebracht: 20 juli 2010 - Label: Bismeaux - Format: cd                       | —                       | 57                      | —                       | —                       | —                       |
| Still the King: Celebrating the Music of Bob Wills and His Texas Playboys                                | - Uitgebracht: 3 maart 2015 - Label: Bismeaux - Formats: cd, lp, download        | 187                     | 11                      | —                       | 14                      | —                       |
| Lone Star Christmas Night                                                                                | - Uitgebracht: 18 november 2016 - Label: Home - Formats: cd, download            | —                       | —                       | —                       | —                       | —                       |
| New Routes                                                                                               | - Uitgebracht: 14 september 2018 - Label: Bismeaux - Formats: cd, lp, download   | —                       | —                       | —                       | —                       | —                       |
| Half a Hundred Years                                                                                     | - Uitgebracht: 1 oktober 2021 - Label: Home Records - Formats: cd, lp, download  | —                       | —                       | —                       | —                       | —                       |
| "—" geeft een publicatie aan die zich niet plaatste in de hitlijst of niet in die regio werd uitgegeven. |                                                                                  |                         |                         |                         |                         |                         |

### Livealbums
| Titel                                                                                             | Album details                                                               |
| ------------------------------------------------------------------------------------------------- | --------------------------------------------------------------------------- |
| Served Live                                                                                       | - Uitgebracht: 11 juni 1979 - Label: Capitol - Formats: lp, cassette        |
| Greatest Hits: Live & Kickin'                                                                     | - Uitgebracht: 24 maart 1992 - Label: Arista - Formats: cd, cassette        |
| Back to the Future Now: Live at Arizona Charlie's, Las Vegas                                      | - Uitgebracht: 20 mei 1997 - Label: Lucky Dog - Format: hdcd                |
| Wide Awake! Live in Oklahoma                                                                      | - Uitgebracht: 16 juni 2003 - Label: Delta Deluxe - Format: 2cd             |
| Live at Billy Bob's Texas                                                                         | - Uitgebracht: 14 oktober 2003 - Label: Smith - Format: hdcd                |
| Live at Ebbets Field 1973                                                                         | - Uitgebracht: 2004 - Label: Bismeaux - Format: cd                          |
| The Best of Asleep at the Wheel on the Road (uitgebracht als Kings of the Texas Swing in the US)  | - Uitgebracht: 24 oktober 2006 - Label: Madacy - Format: cd+dvd             |
| Live from Austin, TX (met the Texas Playboys)                                                     | - Uitgebracht: 14 november 2006 - Label: New West - Format: cd              |
| Asleep at the Wheel with the FortWorth Symphony Orchestra (met the Fort Worth Symphony Orchestra) | - Uitgebracht: 5 november 2007 - Label: none (self-released) - Format: cd   |
| Asleep at the Wheel Live                                                                          | - Uitgebracht: 14 juli 2008 - Label: One Media - Formats: cd, download      |
| Best in Live                                                                                      | - Uitgebracht: 11 september 2012 - Label: Rendez-Vous - Format: download    |
| Live in America: Get Your Kicks on Route 66                                                       | - Uitgebracht: 16 oktober 2012 - Label: Dance Plant - Format: download      |
| Live: Stateside                                                                                   | - Uitgebracht: 22 juli 2013 - Label: RMP - Format: download                 |
| Havin' a Party Live!                                                                              | - Uitgebracht: 1 april 2014 - Label: Goldenlane - Formats: cd, lp, download |
| Asleep at the Wheel Forever                                                                       | - Uitgebracht: 23 maart 2017 - Label: Red Bus - Format: download            |
| Highlights of Asleep at the Wheel                                                                 | - Uitgebracht: 9 april 2017 - Label: Weishaupt - Format: download           |

### Compilaties
| Titel                                                         | Albums details                                                               |
| ------------------------------------------------------------- | ---------------------------------------------------------------------------- |
| Fathers and Sons (split met Bob Wills and His Texas Playboys) | - Uitgebracht: 1974 - Label: Epic - Format: 2lp                              |
| Asleep at the Wheel                                           | - Uitgebracht: 1988 - Label: MCA - Format: cd                                |
| Swing Time                                                    | - Uitgebracht: 4 februari 1992 - Label: Sony Special - Formats: cd, cassette |
| Route 66                                                      | - Uitgebracht: 12 oktober 1992 - Label: Liberty - Format: cd                 |
| The Swingin' Best Of                                          | - Uitgebracht: 27 oktober 1992 - Label: Epic - Formats: cd, cassette         |
| The Best of Asleep at the Wheel                               | - Uitgebracht: 1993 - Label: CEMA - Formats: cd, cassette                    |
| Still Swingin'                                                | - Uitgebracht: 15 november 1994 - Label: Liberty - Format: 3cd               |
| Super Hits                                                    | - Uitgebracht: 23 maart 1999 - Label: Arista - Format: cd                    |
| Back to Back (split met Bob Wills and His Texas Playboys)     | - Uitgebracht: 2000 - Label: Sony Special - Format: cd                       |
| 23 Country Classics                                           | - Uitgebracht: 6 februari 2001 - Label: EMI - Format: cd                     |
| The Best of Asleep at the Wheel: The Millennium Collection    | - Uitgebracht: 19 juni 2001 - Label: MCA Nashville - Format: cd              |
| 20 Greatest Hits                                              | - Uitgebracht: 1 april 2003 - Label: Capitol - Format: cd                    |
| The Hits                                                      | - Uitgebracht: 14 juli 2008 - Label: One Media - Formats: cd, download       |
| Back to Back Live! (split met Willie Nelson)                  | - Uitgebracht: 1 februari 2009 - Label: Goldenlane - Format: download        |
| The Letter That Johnny Walker Read                            | - Uitgebracht: 21 december 2009 - Label: One Media - Formats: cd, download   |
| House of Blue Lights                                          | - Uitgebracht: 21 december 2009 - Label: One Media - Formats: cd, download   |
| Country Legend, Vol. 3                                        | - Uitgebracht: 21 oktober 2011 - Label: JUR - Format: download               |
| Miles and Miles of Texas                                      | - Uitgebracht: 16 april 2012 - Label: Excalibur - Format: download           |
| Hot Rod Lincoln                                               | - Uitgebracht: 16 januari 2013 - Label: Country - Format: download           |
| Snapshot                                                      | - Uitgebracht: 7 januari 2014 - Label: Bismeaux - Formats: cd, lp, download  |
| The Collection                                                | - Uitgebracht: 12 februari 2016 - Label: Red Bus - Format: download          |

## Ep's
| Titel                          | Ep details                                                                     |
| ------------------------------ | ------------------------------------------------------------------------------ |
| Live in Austin                 | - Uitgebracht: 5 augustus 2008 - Label: Bismeaux - Format: download            |
| Daytrotter Session, Aug 8 2011 | - Uitgebracht: 8 augustus 2011 - Label: NoiseTrade - Format: download          |
| Bob's Breakdowns               | - Uitgebracht: 28 januari 2015 - Label: Black & Partners - Format: download    |
| You're from Texas              | - Uitgebracht: 14 februari 2015 - Label: Black & Partners - Format: download   |
| Paste Studio, Jul 26 2018      | - Uitgebracht: 26 juli 2018 - Label: NoiseTrade - Format: download             |
| Paste Studio, Feb 13 2020      | - Uitgebracht: 13 februari 2020 - Label: NoiseTrade - Format: download         |
| Better Times                   | - Uitgebracht: 28 mei 2021 - Label: Bismeaux - Formats: cd, 7" vinyl, download |

## Singles
| Titel | Jaar | Hoogst bereikte positie | Hoogst bereikte positie | Hoogst bereikte positie | Album                                                   |
| Titel | Jaar | VS Coun.                | VS Coun. Air.           | CAN Coun.               | Album                                                   |
| --- | ---- | ----------------------- | ----------------------- | ----------------------- | ------------------------------------------------------- |
| Take Me Back to Tulsa                                                                                    | 1973 | —                       | —                       | —                       | Comin' Right at Ya                                      |
| Drivin' Nails in My Coffin                                                                               | 1973 | —                       | —                       | —                       | Comin' Right at Ya                                      |
| You and Me Instead                                                                                       | 1974 | —                       | —                       | —                       | Asleep at the Wheel                                     |
| Choo Choo Ch'Boogie                                                                                      | 1974 | 69                      | —                       | —                       | Asleep at the Wheel                                     |
| The Letter That Johnny Walker Read                                                                       | 1975 | 10                      | —                       | 32                      | Texas Gold                                              |
| Bump Bounce Boogie                                                                                       | 1975 | 31                      | —                       | 47                      | Texas Gold                                              |
| Nothin' Takes the Place of You                                                                           | 1976 | 35                      | —                       | 30                      | Texas Gold                                              |
| Route 66                                                                                                 | 1976 | 48                      | —                       | 47                      | Wheelin' and Dealin'                                    |
| Miles and Miles of Texas                                                                                 | 1976 | 38                      | —                       | —                       | Wheelin' and Dealin'                                    |
| The Trouble with Loving Today                                                                            | 1977 | —                       | —                       | 34                      | Wheelin' and Dealin'                                    |
| Somebody Stole His Body                                                                                  | 1977 | —                       | —                       | —                       | The Wheel                                               |
| My Baby Thinks She's a Train                                                                             | 1977 | —                       | —                       | —                       | The Wheel                                               |
| Louisiana                                                                                                | 1978 | —                       | —                       | —                       | Collision Course                                        |
| Pine Grove Blues                                                                                         | 1978 | —                       | —                       | —                       | Collision Course                                        |
| Texas Me & You                                                                                           | 1978 | 75                      | —                       | —                       | Collision Course                                        |
| Choo Choo Ch'Boogie (live)                                                                               | 1979 | —                       | —                       | —                       | Served Live                                             |
| Don't Get Caught Out in the Rain                                                                         | 1980 | —                       | —                       | —                       | Framed                                                  |
| Way Down Texas Way                                                                                       | 1987 | 39                      | —                       | —                       | 10                                                      |
| House of Blue Lights                                                                                     | 1987 | 17                      | —                       | 12                      | 10                                                      |
| Boogie Back to Texas                                                                                     | 1987 | 53                      | —                       | —                       | 10                                                      |
| Blowin' Like a Bandit                                                                                    | 1987 | 59                      | —                       | —                       | 10                                                      |
| Walk on By                                                                                               | 1988 | 55                      | —                       | 73                      | Western Standard Time                                   |
| Hot Rod Lincoln                                                                                          | 1988 | 65                      | —                       | —                       | Western Standard Time                                   |
| Chattanooga Choo Choo                                                                                    | 1989 | —                       | —                       | —                       | Western Standard Time                                   |
| Black and White Rag                                                                                      | 1989 | —                       | —                       | —                       | non-album single                                        |
| Keepin' Me Up Nights                                                                                     | 1990 | 54                      | 54                      | 63                      | Keepin' Me Up Nights                                    |
| That's the Way Love Is                                                                                   | 1990 | 60                      | 60                      | 83                      | Keepin' Me Up Nights                                    |
| Dance with Who Brung You                                                                                 | 1991 | 71                      | 71                      | —                       | Keepin' Me Up Nights                                    |
| (Get Your Kicks on) Route 66 (live)                                                                      | 1992 | —                       | —                       | —                       | Greatest Hits: Live & Kickin'                           |
| Red Wing                                                                                                 | 1993 | —                       | —                       | —                       | Tribute to the Music of Bob Willsand the Texas Playboys |
| Blues for Dixie (met Lyle Lovett)                                                                        | 1994 | —                       | —                       | —                       | Tribute to the Music of Bob Willsand the Texas Playboys |
| Corine, Corina (met Brooks & Dunn)                                                                       | 1994 | 73                      | 73                      | —                       | Tribute to the Music of Bob Willsand the Texas Playboys |
| Lay Down Sally                                                                                           | 1995 | —                       | —                       | 70                      | The Wheel Keeps on Rollin'                              |
| Hesitation Blues (met Willie Nelson)                                                                     | 2009 | —                       | —                       | —                       | Willie and the Wheel                                    |
| Jack I'm Mellow                                                                                          | 2018 | —                       | —                       | —                       | New Routes                                              |
| Seven Nights to Rock                                                                                     | 2018 | —                       | —                       | —                       | New Routes                                              |
| Willie Got There First (met Seth en Scott Avett)                                                         | 2018 | —                       | —                       | —                       | New Routes                                              |
| Half a Hundred Years                                                                                     | 2021 | —                       | —                       | —                       | Half a Hundred Years                                    |
| Take Me Back to Tulsa (met George Strait en Willie Nelson)                                               | 2021 | —                       | —                       | —                       | Half a Hundred Years                                    |
| There You Go Again (met Lyle Lovett)                                                                     | 2021 | —                       | —                       | —                       | Half a Hundred Years                                    |
| "—" geeft een publicatie aan die zich niet plaatste in de hitlijst of niet in die regio werd uitgegeven. |      |                         |                         |                         |                                                         |

## Andere in de hitlijst gebrachte nummers
| Titel                            | Jaar | Hoogst bereikte positie | Hoogst bereikte positie | Album                                                       |
| Titel                            | Jaar | VS Coun.                | VS Coun. Air.           | Album                                                       |
| -------------------------------- | ---- | ----------------------- | ----------------------- | ----------------------------------------------------------- |
| Roly Poly (met the Dixie Chicks) | 2000 | 65                      | 65                      | Ride with Bob: A Tribute to Bob Willsand the Texas Playboys |

## Video's

### Videoalbums
| Titel                                         | Album details                                                 |
| --------------------------------------------- | ------------------------------------------------------------- |
| In Concert                                    | - Released: April 8, 2003 - Label: in-akustik - Format: DVD   |
| Live at Billy Bob's, Texas                    | - Released: October 14, 2003 - Label: Smith - Format: DVD     |
| Live from Austin, TX (met the Texas Playboys) | - Released: November 14, 2006 - Label: New West - Format: DVD |
| Then and Now                                  | - Released: February 18, 2014 - Label: Bismeaux - Format: DVD |

### Muziekvideo's
| Titel                                 | Jaar | Regisseur(s)  | Ref.     |
| ------------------------------------- | ---- | ------------- | -------- |
| Way Down Texas Way                    | 1987 | onbekend      | onbekend |
| Boogie Back to Texas                  | 1987 | Bob Small     |          |
| Hot Rod Lincoln                       | 1988 | Wayne Miller  |          |
| Keepin' Me Up Nights                  | 1990 | Wayne Miller  |          |
| Old Fashioned Love (met Suzy Bogguss) | 1993 | onbekend      | onbekend |
| Blues for Dixie (met Lyle Lovett)     | 1994 | onbekend      | onbekend |
| Bring It on Down to My House          | 1995 | onbekend      | onbekend |
| Lay Down Sally                        | 1995 | Mark Shuman   |          |
| Boogie Back to Texas (live)           | 1997 | Dan Karlok    |          |
| Christmas in Jail                     | 1997 | onbekend      | onbekend |
| Cherokee Maiden                       | 1999 | onbekend      | onbekend |
| Ain't Nobody Here but Us Chickens     | 2001 | Eric McDonald |          |
| Am I Right (Or Amarillo)              | 2007 | Dan Karlok    |          |
| Hesitation Blues (met Willie Nelson)  | 2009 | Zalman King   |          |
| Tiger Rag                             | 2015 | onbekend      | onbekend |
| Seven Nights to Rock                  | 2018 | onbekend      | onbekend |
| Jack I'm Mellow                       | 2018 | onbekend      | onbekend |
| Better Times                          | 2021 | onbekend      | onbekend |
| Half a Hundred Years                  | 2021 | Aaron Seifert |          |